# Мобедален

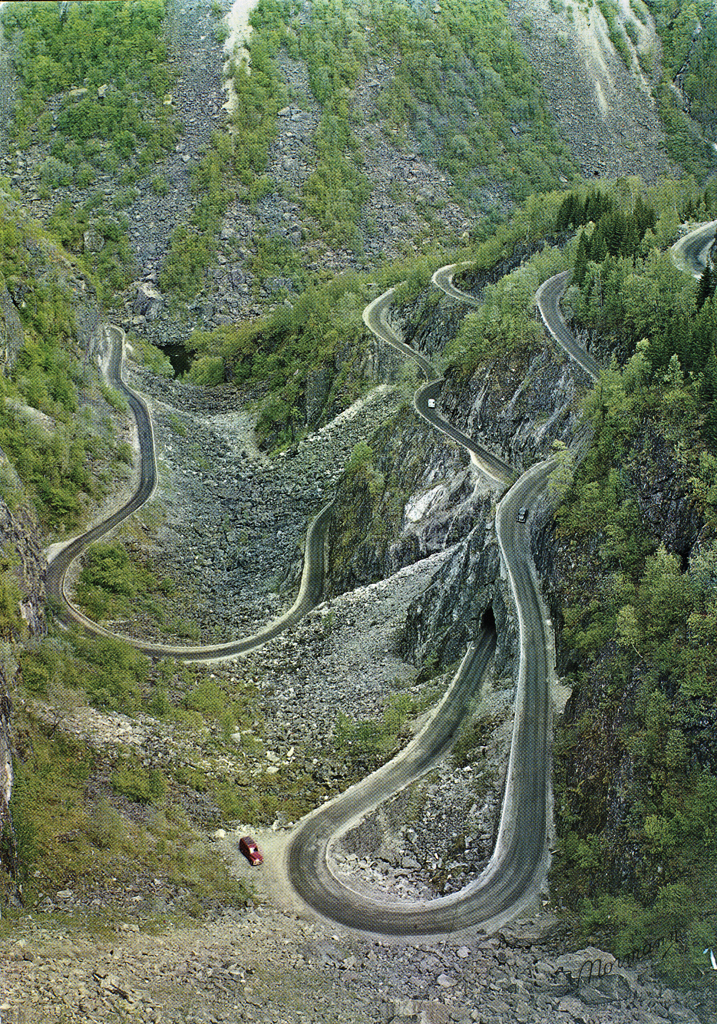
Долина Мобедален

Мобедален (норв. Måbødalen) — ущелина в муніципалітеті Ейдфіорд, район Гордаланн, Норвегія. Долина починається у Верхньому Ейдфьорді і закінчується у Сисендалені, західна Хардангервідда. Долина містить один з найвідоміших водоспадів в країні, Вьорингсфоссен, куди можна дістатися по шосе 7. Це шосе в межах долини проходить по трьох тунелях і трьох мостах, воно характеризується численними шпильками поворотів. Широко використовується для пішоходів і велосипедистів. Дорога через Мобедален є гарним прикладом технології будівництва доріг з початку 1900-х років. Дорога була побудована в період 1900-16 років. Перше з'єднання дорогою Східної і Західної Норвегії через Хардангервідду було завершено в 1928 році. У готелі «Fossli», розташованому на вершині Мобедалена, є фортепіано Zimmermann, на якому Едвард Гріг складав норвезькі народні пісні.
60°25′0″ пн. ш. 7°12′0″ сх. д. / 60.41667° пн. ш. 7.20000° сх. д.